# Kolkonlaki
Kolkonlaki är ett naturreservat i Pajala kommun i Norrbottens län.
Området är naturskyddat sedan 2013 och är 1 kvadratkilometer stort. Reservatet omfattar nordvästsluttningar av berget Kolkonlaki den smala sjön Vassikajärvet. Reservatet består av gammal tallskog i de torrare delarna och gran i de fuktigare. 